# 今尾橋
今尾橋（いまおばし）は、岐阜県海津市と岐阜県養老郡養老町の揖斐川に架かる岐阜県道213号養老平田線の橋である。左岸で岐阜県道220号安八海津線がその下部で交差する。
現在の橋は2代目である。通称を新今尾橋ともいう。

## 概要
- 供用：1985年（昭和60年）10月
- 延長：350m
- 幅員：11m
- 左岸：岐阜県養老郡養老町大巻
- 右岸：岐阜県海津市平田町今尾

## 歴史
かつては、大巻の渡し（今尾の渡し）が存在した。ここに恒久的な橋の建設が持ち上がった際は予算が取れず実現しないと思われたが、後藤氏が私財を投げうって当時のお金で五百円を寄付して、住民の長年の夢が叶った。
1938年（昭和13年）1月、今尾橋（初代）開通。延長341m、幅員4mの橋であった。建設当時のお見合いは、この橋上を双方が交差する形で行われていた。
1948年（昭和23年）9月1日 - 海津郡吉里村、今尾町、海西村、養老郡池辺村で、学校組合立今尾中学校を結成する（平成の大合併で名称等を改正して海津市立平田中学校）。これには今尾橋の存在は欠かせない。
初代の今尾橋は幅員が4mしかなく、モータリゼーションの交通量増大に対応しきれなくなってしまう。1970年（昭和45年）には、新今尾橋の早期建設を求める意見書が出されている。
1985年（昭和60年）1月31日、現在の今尾橋が開通。